# Langeland
Langeland er en ø mellem Fyn, Tåsinge og Ærø mod vest og Lolland mod øst i Langelandsbæltet eller den sydlige del af Storebælt. Øen er 52 km lang og op til 11 km bred og har et areal på 284 km² og en samlet befolkning på 12.071 i 2022. Rudkøbing er Langelands største by. Andre større byer er Humble, Bagenkop, Lohals, Spodsbjerg, Tranekær og Tullebølle. Langeland indgår fra 1. januar 2007 i Langeland Kommune. Øen er landfast med Fyn via en bro fra Rudkøbing til Siø og en lavbro fra Siø til Tåsinge, som er forbundet med en højbro til Svendborg.
Langeland er specielt kendt for sine "hatbakker" og er det sted i verden, hvor der er flest stendysser pr. kvadratkilometer.

## Historie
Langeland har været beboet siden bondestenalderen. Øen rummer adskillige dyssekamre og jættestuer, særligt ved dyssekamre ved Bjergby og Kong Humbles grav, som vidner om et organiseret samfund allerede i bondestenalderen. Der findes også fund fra bronzealder, jernalder og vikingetid – herunder skibssætninger og rige gravpladser.
I middelalderen blev øen organiseret i landsbyer og sogne med Tranekær Slot som magtcenter. Øens vigtigste by, Rudkøbing, opnåede købstadsprivilegier i 1200-tallet og udviklede sig til et regionalt handelscentrum med eksport af bl.a. korn og fisk. Landbruget var præget af tovangsbrug og fællesskab i landsbyfællerne.
Under svenskekrigene i 1600-tallet blev Langeland gentagne gange udsat for fjendtlige troppeindkvarteringer, især i 1658 og 1676. Øens befolkning led under plyndringer, sygdom og økonomisk sammenbrud som følge af den militære tilstedeværelse og krigsskatter.
Efter landboreformerne blev store dele af jorden udskiftet og selvejet voksede. Fiskeri og søfart spillede fortsat en vigtig rolle i Rudkøbing og de mindre kystsamfund.
I 1950'erne blev Langelandsfortet opført som en del af NATO’s koldkrigsforsvar og spillede en central rolle i overvågningen af Østersøtrafikken under Den Kolde Krig. Øens landbrug blev moderniseret, og færre arbejdede i primærerhverv. Langelandsbroen blev indviet i 1962 og forbedrede forbindelsen til Tåsinge og Fyn væsentligt.
Langeland er i dag kendt som turistdestination med smuk natur, historiske mindesmærker og kulturelle arrangementer som Langelandsfestivalen. Øens økonomi er præget af turisme, fritidsboliger og landbrug. Flere herregårde – Skovsgaard – har åbnet sig for offentligheden med naturformidling og lokale fødevarer.

### 1914
30. marts 1914 anløb det svenske skib SS Fanny Langeland for at blive lastet med en "mistænkelig" last. Det var våben: bl.a. 11.000 Mannlicher-rifler, produceret hos Steyr i Østrig; 9.000 tyske Mausere; 4.600 italienske Vetterlig-Vitali-rifler og ca. 5 mio. stk. ammunition. Lasten var bestilt af major Frederick Hugh Crawford til Ulster Unionister til Ulsters befrielseshær i Irland.
Danske toldere havde mistanke om, at lasten kunne indeholde våben til  islandske, lokale ledere til kampen for løsrivelse fra Danmark. Men SS-Fanny flygtede i en storm og sejlede ud af dansk territorialfarvand.
Våbensamlingen blev senere losset i Larne på nordsøkysten af Irland og er senere bedre kendt som Larne-våbensmuglingen.

## Geografi
Den største by på øen er Rudkøbing med omkring 4.600 indbyggere, og den ligger nogenlunde midt på den vestlige side af øen. På den nordligste spids ligger Lohals, og nogenlunde på midten af øens østside ligger Spodsbjerg. Bagenkop ligger helt mod syd.
Øens største byer er:
- Rudkøbing 4.485 indbyggere  (2025)[1]
- Tullebølle 753 indbyggere  (2025)[1]
- Humble 581 indbyggere  (2025)[1]
- Bagenkop 429 indbyggere  (2025)[1]
- Lohals 433 indbyggere  (2025)[1]
- Spodsbjerg 0 indbyggere  (2025)[1]

Mange stednavne har endelsen bølle, som kommer af ordet bol, der betyder lille sted. På Langeland findes 15 bøller: Emmerbølle, Ennebølle, Fuglsbølle, Haugbølle, Illebølle, Kassebølle, Klausebølle, Korsebølle, Lejbølle, Næstebølle, Simmerbølle, Skattebølle, Svalebølle, Tressebølle og Tullebølle.

### Hatbakker
Langeland er dannet af Storebæltsgletsjeren under sidste istid. En del af gletsjerens randlinjer forløber langs  Langeland. Herfra kan de følges videre mod nord og nordøst over Sprogø til det sydsjællandske bakkeland. På Langeland er der i isens randzone afsat lange, parallelle rækker af 10-20 meter høje bakker. Disse ca. 700 hatteformede bakker, Hatbakker , findes spredt over hele øen, men oprindelsen er ikke videnskabeligt klarlagt.
På Langeland findes 14 navngivne hatbakker:
Bruns Banke, Dolebjerg, Lemsbjerg, Egebjerg, Skovgårds møllebakke, Kaagaard, Tvebjerg, Præstebjerg, Oldenbjerg, Smedebakker, Storkebjerg, Andemose Bakke og Hønsebjerg.

### Stubbehaver
På Langeland fandtes tidligere en målrettet form for skovbrug, kaldet stubbehaver. Det primære formål var at dyrke hassel, der i en cyklus blev beskåret, hvor grenene blev brugt til vedligeholdelse af hegn i markskel. Bl.a. Snøde Hesselbjerg Stubbehave – "Stubbi". Den findes stadig.

### Fauna
På Sydlangeland blev der indført vilde heste i 2003. De er af racen Exmoor-ponyer, der klarer sig selv i naturen hele året rundt. Hensigten var, at de skulle være en turistattraktion, men også at de ville afgræsse store arealer ved Klise Nor og bl.a. fremme fuglelivet.
Resultatet blev en succes, og man har derfor indviet et nyt areal på ca. 100 ha ved Dovns Klint, hvor endnu et hold heste er sat ud.

## Transport
Langelandsbanen blev åbnet 4. oktober 1911 og nedlagt 29. september 1962.
Der findes tre buslinjer på øen, som er drevet af det fælleskommunalt ejede FynBus, som driver buslinjer mellem Rudkøbing, Lohals, Spodsbjerg og Bagenkop.
Der udgår tre færgeruter fra øen:
- Fra Spodsbjerg til Tårs på Lolland (der er en del af primærrute 9).
- Fra Rudkøbing til Strynø
- Fra Rudkøbing til Ærø

Den for turisterhvervet vigtige færgerute mellem Bagenkop på Sydlangeland og Kiel i den tyske delstat Slesvig-Holsten blev indstillet den 4. november 2003 efter flere redningsforsøg. Færgerutens økonomiske grundlag forsvandt med ophøret af den toldfrie handel i EU.

## Kultur

### Seværdigheder
Langelandsfortet er en af de største turistattraktioner på øen. Det ligger ved Søndenbro på Sydlangeland. Langelandsfortet var til 1989 en del af Danmarks forsvar af den vestlige del af Østersøområdet og aktivt med skydeklare kanoner skjult i stillinger under jorden.
Skovsgård er en herregård fra midten af 1400-tallet, der ligger lidt syd for Lindelse. I kælderen har Langelands Museum indrettet et museum, der viser, hvordan fortidens tjenestefolk levede og boede på herregården. Endvidere er der på herregården et naturværksted.
På Langeland findes endvidere et hav af kunstnere både inden for smykke-, glas-, keramik- og billedkunst.
I Stengade Skov på Østlangeland står et 200 år gammelt bøgetræ, kaldet Oehlenschlägers Bøg opkaldt efter Adam Oehlenschläger, som man mener har skrevet den danske nationalsang Der er et yndigt land på dette sted.[kilde mangler] Her indgår bl.a. linjerne:
| Citat | Det står med brede bøge Nær salten Østerstrand | Citat |
|       |                                                |       |

Langeland har et meget stort antal gravhøje og jættestuer, med over 250 registrerede fortidsminder er Langeland det sted i Danmark med flest stendysser per kvadratmeter. Blandt de mest berømte er Kong Humbles Grav, der med sine 55 m i længde er øens længste og Dyssekamre ved Bjergby, der er blandt øens mest besøgte, Hulbjerg Jættestue, der er blevet restaureret så man kan kravle ind i den og den dobbelte jættestue i Tvedeskov.

### Sommerkoncerter
I 1977 arrangerede Vincens Steensen-Leth, Steengård, første gang en række klassiske koncerter i kirker på Nordlangeland. Denne tradition er siden holdt i hævd, og der kommer hvert år internationale solister og ensembler for at give koncerter.

### Slotte og herregårde
Steensgård
Steensgård er den lille adelsgård Krogagergaard, der bliver nævnt første gang i år 1442 tilhørende Peder Jacobsen af slægten Steensen i Krogager. Den bliver senere til den anselige hovedgård Steensgaard. I forbindelse med ejerskab af Krogager nævnes også en Hans Jensen af den langelandske slægt Mylting, som udover relation til ejerskabet af Krogager også har relation til herregården Egeløkke.
Omkring år 1500 nævnes Krogagergaard som krongods. I år 1585 afsluttes opførelsen af en større bygning 600 meter fra den oprindelige Krogagergaard. Bygningen er i ét plan med et ottekantet trappetårn midt på facaden og er omgivet af voldgrave. I 1836-37 forhøjes tårnet på hovedbygningen med et stokværk, og to tilbygninger nedrives ved G. Fr. Hetsch. Derudover opfyldes gravene, og sidelængerne nedrives. I 1950 gennemgår Steensgaard en omfattende renovering.
Nedergaard
Nedergaard nævnes allerede i år 1409 under ejerskab af Bo Jepsen af den gamle, lavadelige slægt Algudsen. Ca. 1720 opføres en énetages hovedbygning i egebindingsværk. 1867 opføres en toetagers hovedbygning af J. Tholle. I 1937 istandsættes hovedbygningen, og avlsgården moderniseres.
Egeløkke
Egeløkke er en lille adelsgård, der kan spores til slutningen af middelalderen. I 1420'erne ejedes den af Jens Andersen af den langelandske slægt Mylting. Den sidst kendte Mylting, der ejer gården, Jørgen Mylting, dør i Svendborg ca. 1585. Næste slægt, der med sikkerhed kan knyttes til Egeløkke, er den jyske slægt Hardebo eller Hardbou, som første gang nævnes i 1630. I 1687 sælges Egeløkke til Henrik Steensen fra Steensgaard, hvor Egeløkke har fælles ejer med Steensgaard til 1827. I marts 1805 ansættes den unge kandidat N.F.S. Grundtvig som privat huslærer, og hans ophold strækker sig over tre år. I år 1800 opføres hovedbygningen i ét stokværk af bindingsværk. 1845-1846 fornyes hovedbygningen i ét stokværk. 1890 forhøjes hovedbygningen med et stokværk, og avlsbygningerne flyttes. I 1943 gennemgår hovedbygningen en restaurering, og avlsgården moderniseres.

Tranekær Slot
Tranekær Slot ligger på en banke eller hatbakke. Dele af den nordlige fløj kan spores til 1200-tallet i form af en befæstet borg. Borgen er under ejerskab af de fungerende danske konger til Valdemar Sejr. I forbindelse med udstykningen af Danmark til sønnerne giver Valdemar Sejr Langeland og dermed Tranekær til sin søn Abel. Tranekær Slot og by erobres i 1358 af Valdemar Atterdag. I 1722 indtræder den første Ahlefelt, Frederik Ahlefelt, som ejer af Tranekær Slot, og det har været knyttet til familien siden. I 1400-1500 tallet udbygges borggården til et firfløjet anlæg med højt tårn.. 1649 er tårnet nedrevet, og hovedbygningen istandsat. ca. 1725 er Syd-og østfløjen nedrevet, samt nord- og vestfløjen restaureret. Ca. 1800 er Teaterfløjen opført. 1859 er en grundig restaurering gennemført, vestfløjen forlænget, og det nuværende tårn opført. 1949 har hovedbygningen gennemgået en grundig restaurering.
Andre herregårde
- Faarevejle, Skrøbelev sogn, Langelands Nørre herred.[16]
- Skovsbo, Fuglebølle sogn, Langelands Sønder herred.[18]
- Skovsgaard, Humble sogn, Langelands Sønder herred.[18]
- Hjortholm, Fodslette sogn, Langelands Sønder herred.[16]
- Broløkke, Magleby sogn, Langelands Sønder herred.[16]

### Møller
Langeland har gennem tiderne haft 31 kendte vindmøller til forarbejdning af korn.
I Langelands Nørre Herred findes Hou Mølle, Stensgård Mølle, Snøde Mølle, Emmerbølle Mølle, Svalebølle Mølle, Helletofte Mølle, Lejebølle Mølle, Tranekær Slotsmølle, Bagenbjerg Mølle, Bjerreby Mølle, Simmerbølle Mølle, Bymøllen Rudkøbing, Østre Hine Mølle, Vestre Hine Mølle, Hørmøllen, Henninge Mølle og Henninge Østre Mølle.
I Langelands Sønder Herred findes Møllegård Mølle, Nørre Longelse Mølle, Søndre Longelse Mølle, Illebølle Mølle, Lindelse Mølle, Haugbølle Mølle, Skovsgård Mølle, Hesselbjerg Mølle, Hjortholm Mølle, Tryggelev Mølle, Kinderballe Mølle, Nordenbro Mølle, Sønderbro Mølle og Bagenkop Mølle